# Cis agaricinus
Cis agaricinus is een keversoort uit de familie houtzwamkevers (Ciidae). De wetenschappelijke naam van de soort werd in 1819 gepubliceerd door Pierre Auguste Joseph Drapiez.